# اشتباكات أروكا 2022

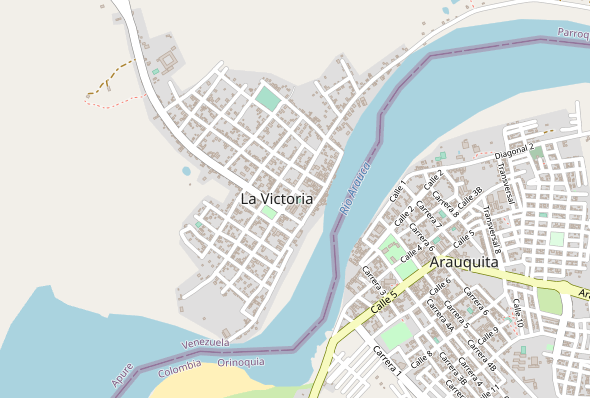
خريطة مدينة لا فيكتوريا أبوري، على ضفاف نهر أراوكا، الحدود الطبيعية بين كولومبيا وفنزويلا

اشتباكات أروكا 2022 في 2 يناير 2022 قُتل 23 شخصًا في اشتباكات بين مجموعات حرب العصابات اليسارية المتطرفة في مقاطعة أروكا كولومبيا. اشتبك جيش التحرير الوطني مع منشقين عن القوات المسلحة الثورية لكولومبيا بالقرب من الحدود مع فنزويلا. أفادت بذلك إذاعة «كاراكول» المحلية أن سلطات المقاطعة طلبت مساعدة من رئيس البلاد إيفان دوكا لاحتواء الموقف، فيما أبلغت السلطات المحلية بأن بعض سكان المنطقة قرروا مغادرة منازلهم مؤقتًا لخطورة الوضع هناك.

## خلفية
وافقت القوات المسلحة الثورية لكولومبيا على وقف إطلاق النار في عام 2016، لكن هناك حوالي 5.000 معارض يعملون حاليًا. يوجد حوالي 2500 عضو نشط في جيش التحرير الوطني. كولومبيا هي أكبر منتج للكوكايين في العالم. تصادمت المجموعتان بسبب القتال للسيطرة على تجارة المخدرات غير المشروعة الكبيرة.